# شیرابیوشی

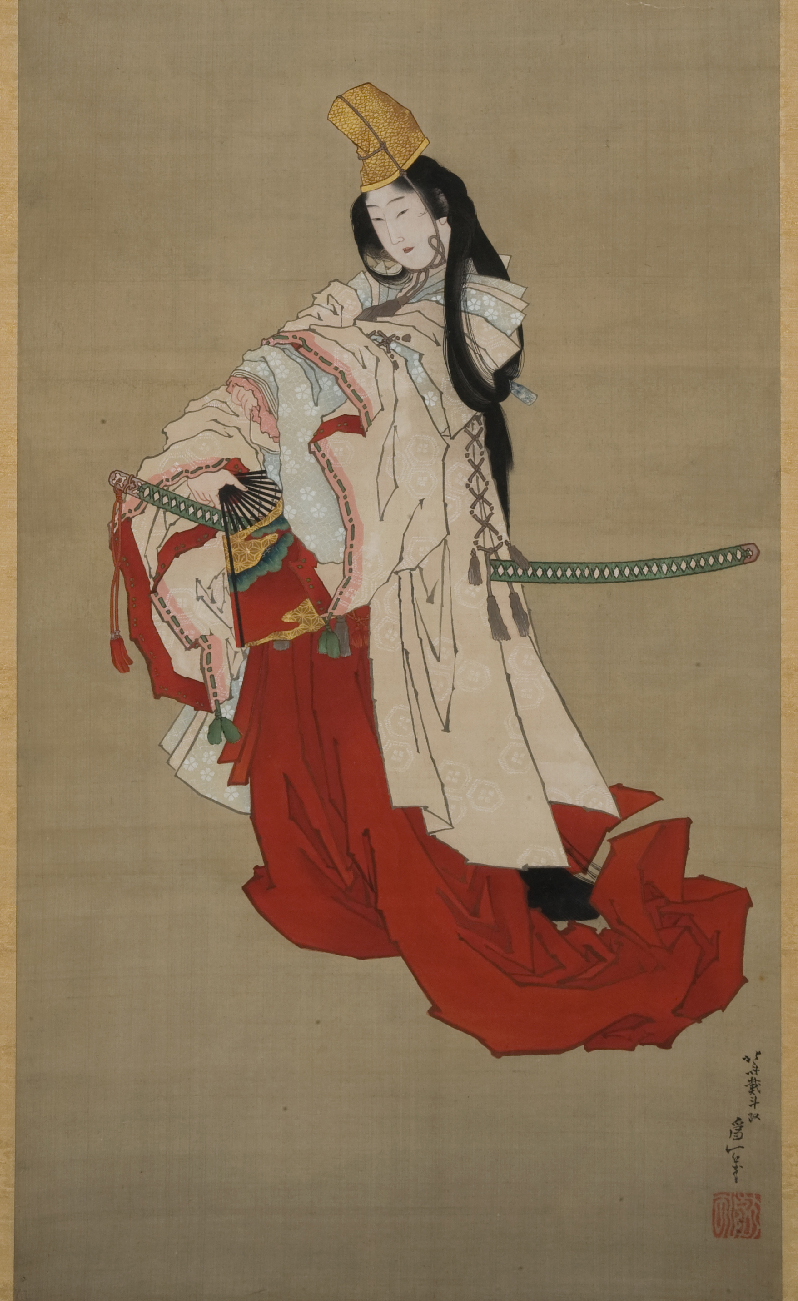
تصویری از شیزوکا گوزن معروفترین شیرابیوشی

شیرابیوشی (به ژاپنی: 白拍子 Shirabyōshi) به زنان رقصنده که در دربار ژاپن رقص سنتی ژاپنی را اجرا می‌کردند، گفته می‌شود.